# مجزرة جباليا (9 أكتوبر 2023)
مجزرة جباليا 2023 أو مجزرة الترنس 2023 هي مجزرةٌ ارتكبها سلاح الجوّ الإسرائيلي حينما قصفَ منطقة الترنس التجارية وسط مخيم جباليا شمال قطاع غزة في التاسع من تشرين الأول/أكتوبر 2023 تزامنًا مع اليوم الثالث لمعركةِ طوفان الأقصى. تسبّب هذا القصفُ الإسرائيلي العنيف والذي تركّز على منطقة حيويّة ومكتظة بالسكّان في مقتلِ ما لا يقلُّ عن 50 فلسطينيًا أغلبهم إن لم يكن جميعهم من المدنيين. ردَّت الفصائل الفلسطينية الناشطة في قطاع غزة على هذه المجزرة بإطلاقات عشرات الرشقات الصاروخية صوبَ البلدات المتاخمة للقطاع كما استهدفت برشقات أبعد مدينة تل أبيب ومُدنًا أخرى، لكنّ ردها لم يُسفر عن وقوع قتلى في الجانب الإسرائيلي بعدما أخلت الأخيرة أغلب السكان من المناطق الحدوديّة ودفعت من تبقى منهم لدخولِ الملاجئ، فضلًا عن نظام القبة الحديدية والذي يمنع عددًا من الصواريخ من المرور نحو أهدافها فيما يفشلُ مع عدد آخر.

## خلفية
شنَّت حركة حماس عبر ذراعها العسكري كتائب الشهيد عز الدين القسام بالإضافة إلى فصائل أخرى في قطاع غزّة هجومًا على إسرائيل في ساعات الصباح الأولى من يوم السابع من تشرين الأول/أكتوبر 2023. سُمّيت هذه المعركة بمعركة طوفان الأقصى لارتباطها مع ما يجري في المسجد الأقصى من استيطانٍ وتهويدٍ وقمعٍ للفلسطينيين كما عبّر عن ذلك محمد الضيف القائد العام لكتائب القسّام حين أعطى الانطلاقة الرسميّة لهذه العملية.
نجحَ القساميون خلال هذه المعركة المباغثة والمفاجئة في اقتحامِ العشرات من البلدات والمستوطنات الإسرائيلية القريبة من القطاع حيث دخلوا برًا عبر الأقدام والدراجات النارية والسيارات رباعية الدفع وبحرًا عبر الزوارق الخفيقة وجوًا من خلال الطائرات الشراعية وتمكّنوا في ساعاتها الأولى من قتل مئات الجنود الإسرائيليين خلال اشتباكاتٍ من نقطة الصفر كما أسروا عددًا آخر غير معروف على وجه الدقّة والتحديد، واستمروا في توغّلهم لمناطق أبعد من حدود قطاع غزة بعشرات الكيلومترات بعدما خاضوا حروب شوارع ضارية معَ الجيش الإسرائيلي الذي ضاعفَ من قواته بشكل أكبر في المنطقة الجنوبية واستعانَ بالطائرات المروحيّة والكلاب وأسلحة ثقيلة لمواجهة المقاومين وإجبارهم على الانسحاب.

## المجزرة
شنَّت طائرات الاحتلال الإسرائيلي – التي ألقت 1000 طن من القنابل على القطاع في نحوِ 60 ساعة – بدءًا من العاشرة إلّا رُبع صباحًا غارات عنيفة جدًا ومتكرّرة على مواقع جنوب وشرق مدينة غزة، أما القصف الأعنف إطلاقًا حتى حينه فقد كان على سوقٍ شعبي في مدينة جباليا بُعيد الثانية عشر مساءً حيث سُمعت أصوات الانفجارات من على بُعد مسافات بعيدة. كانَ من الواضحِ أنّ القصف سيُخلّف عددًا كبيرًا من الضحايا بسببِ شدّة الاستهداف أولًا وبسببِ المكان الذي تعرض للاستهداف وهو سوقٌ شعبي كبير وحيوي يَعرفُ رواجًا طوال اليوم في ظلِّ قلّة الأسواق الكبيرة في جباليا. أظهرت مقاطع فيديو بُثّت دقائق ما بعد القصف دمارًا مهولًا وخرابًا كبيرًا حيث انهارَ منزلينِ كبيرين بالكامل، ووثَّقت مقاطع فيديو لاحقة الجثث متطايرة في أماكن مختلفة من الشارع مع وجودِ محاصرين تحتَ الأنقاض وجرحى في كلّ مكان.

### 12 أكتوبر
في 12 أكتوبر، أصابت غارة جوية ثانية مبنى سكنيًا على مخيم جباليا، مما أدى إلى تدمير عدة شقق ومقتل أشخاص من عائلتين. وأفادت وزارة الداخلية في غزة عن مقتل 45 شخصًا وإصابة أربعة آخرين على الأقل. وكان بعضهم يحتمون هناك بعد تهجيرهم من بيت حانون.

### 19 أكتوبر
في 19 أكتوبر، تعرض المخيم لضربة جوية ثالثة، مما أسفر عن مقتل 18 لاجئًا.

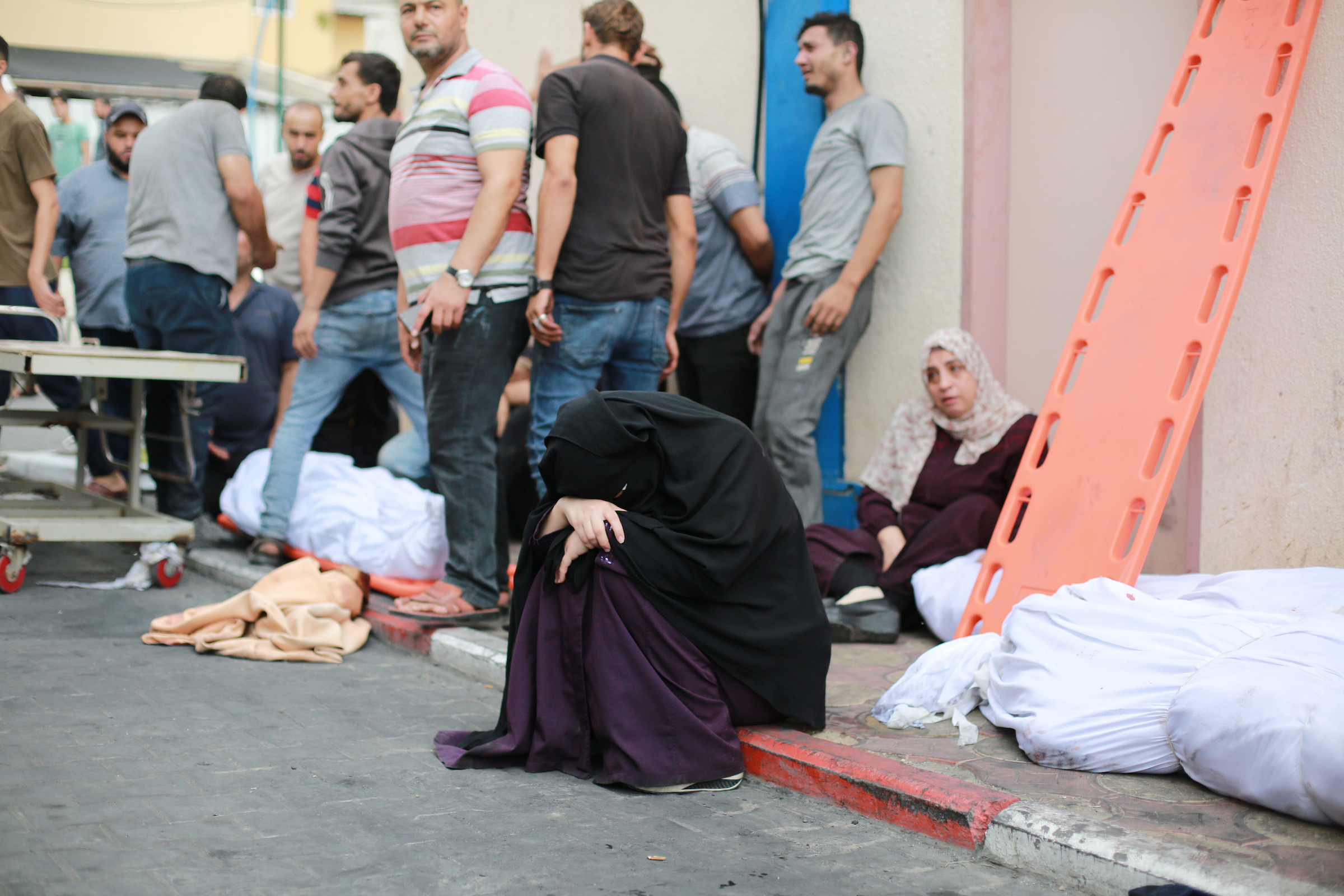
ينقل الفلسطينيون المصابين إلى المستشفى الإندونيسي في جباليا شمال قطاع غزة في 9 أكتوبر 2023.

### 22 أكتوبر
تعرض المخيم للقصف للمرة الرابعة خلال قصف مكثف خصوصًا على غزة. وقُصفت عدة منازل وتم انتشال ما لا يقل عن 30 جثة من تحت الأنقاض.

### 31 أكتوبر

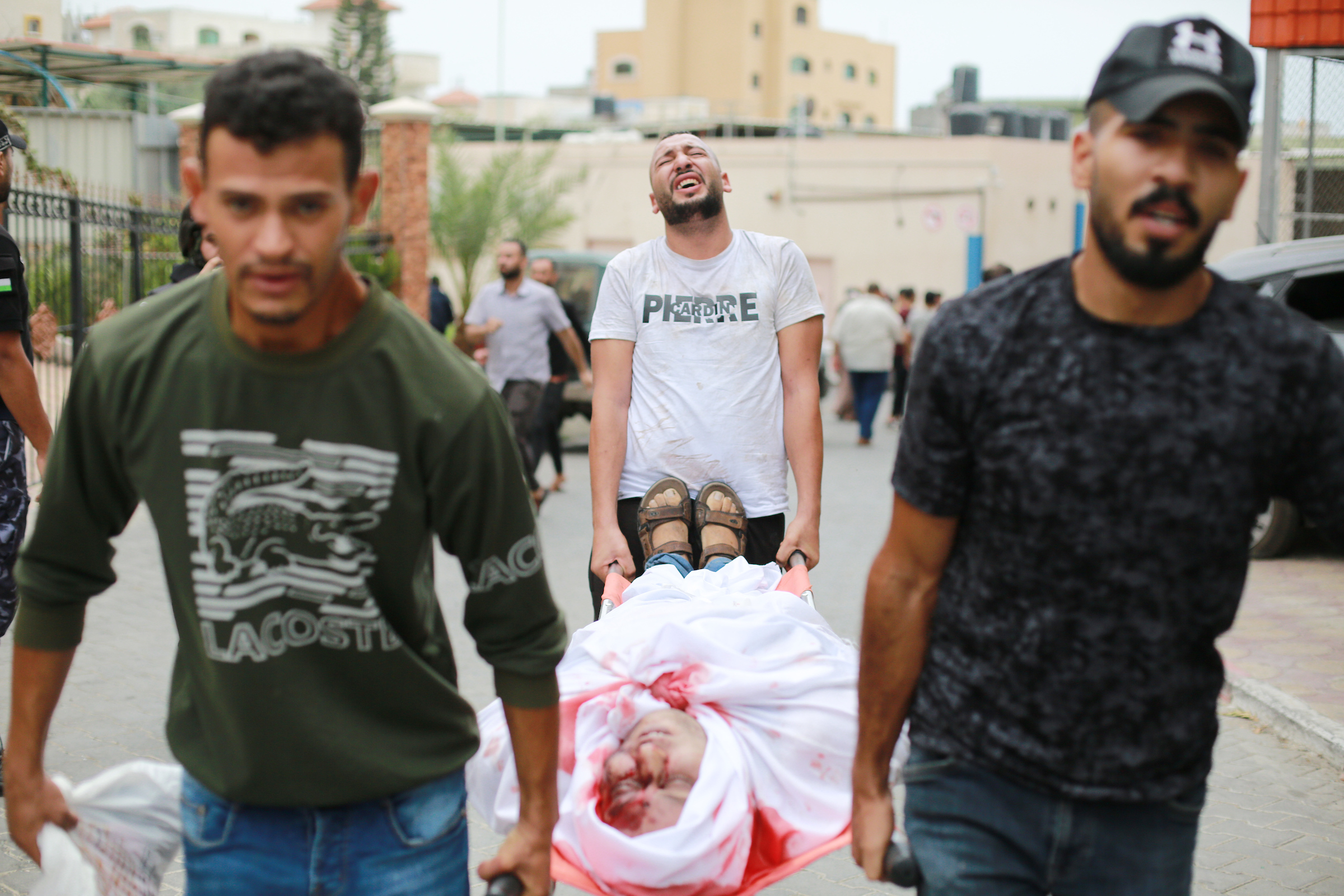
ينقل الفلسطينيون المصابين إلى المستشفى الإندونيسي في جباليا شمال قطاع غزة في 9 أكتوبر 2023.

ارتكب الاحتلال مجزرة في مخيم جباليا، إذ ألقت الطائرات الحربية 6 قنابل على حي سكني تزن الواحدة منها طنًا كاملًا، مما أدى لمسح الحي عن وجه الأرض وسقوط أكثر من 400 شهيد.

## الرد الفلسطيني
ردَّت فصائل المقاومة على مجزرة جباليا بتوجيه ضربة صاروخيّة لأسدود وعسقلان بنحو 120 صاروخًا لكنّ نظام القبة الحديدية استطاع اعتراض جزء كبير من هذه الصواريخ بينما مرَّت أخرى وسقطت داخل المستوطنتين وسطَ حديثٍ عن أربع جرحى في صفوفِ الإسرائيليين أحدهم إصاباته حرجة.

## الضحايا
بلغَ عددُ الضحايا في حصيلة مرشّحة للارتفاع بسببِ عدد الحالات الحرجة ما لا يقلُّ عن 50 قتيلًا أغلبهم من المدنيين عدى عن عشرات الجرحى. لم يكتفِ سلاح الجو الإسرائيلي بالغارات العشوائية التي طالت خمسة مساجد في يومين وبنكًا فضلًا عن عشرات المنازل، بل قصفَ سيّارة إسعاف كانت تقلُّ جرحى ومصابين وأظهر مقطع فيديو صوَّره أحد الفلسطينيين في عينِ المكان آثار القصف على سيّارة الإسعاف ومحيطها.